# Ekonomika Ukrajiny
Ekonomika Ukrajiny představuje rozvojový volný trh. Náleží k chudším v Evropě a od rozpadu Sovětského svazu prochází dlouhodobou stagnací. V rámci sbližování Ukrajiny s Evropskou unií probíhá proces politických i hospodářských reforem, které mají situaci zlepšit.

## Historie

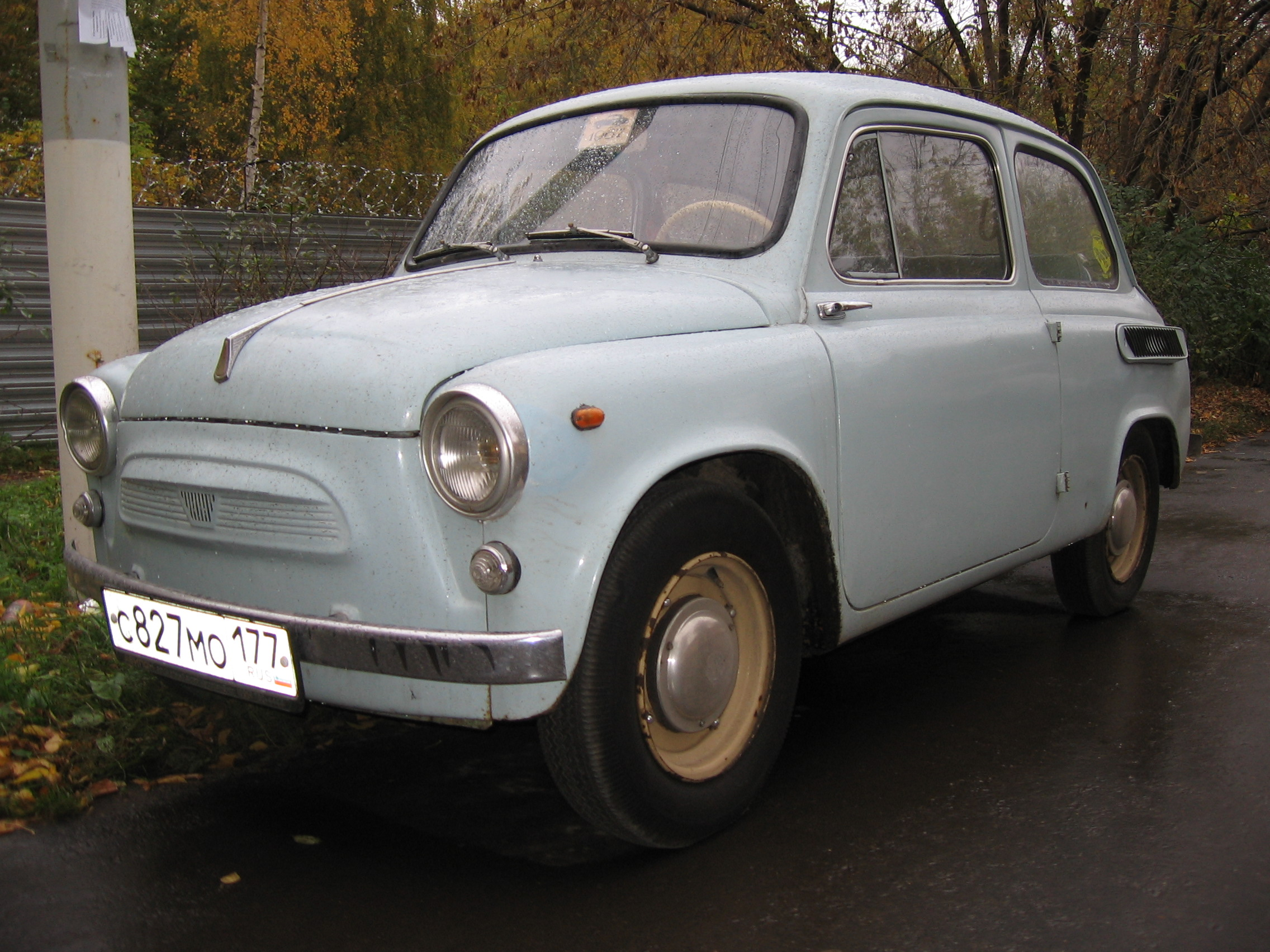
Ukrajinský automobil ZAZ 965

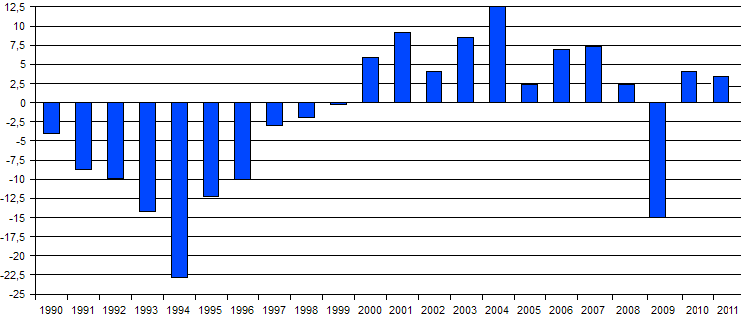
Vývoj ukrajinského HDP

Ukrajina nebyla nikdy v historii ekonomicky silnou zemí. Často patřila větším státům, například Sovětskému svazu. Za jeho existence (od roku 1922) prožívala Ukrajina obrovskou hospodářskou krizi. Před druhou světovou válkou[kdy?] zmítal zemí obrovský hladomor. Josif Vissarionovič Stalin chtěl za každou cenu dodržet cíle sovětské pětiletky v oblasti vývozu do ciziny a prodal téměř veškeré ukrajinské obilí.[zdroj?] Lidé na Ukrajině neměli co jíst, podle některých odhadů jich při vzniklém hladomoru zemřelo až 4 miliony.[zdroj?] Nezřídka byl zaznamenán i kanibalismus.[zdroj?]
Po druhé světové válce bylo zaznamenáno určité zlepšení hospodářské situace, přesto se zdaleka nedalo mluvit o tom, že by tehdejší Ukrajinská SSR byla vyspělou zemí. Byly stavěny závody těžkého strojírenství, doly na bohaté zásoby uhlí a elektrárny. Došlo však k výbuchu atomové elektrárny v Černobylu v roce 1986 kvůli chybě techniků a nedokonalé konstrukci reaktoru. Stavěna byla také velká panelová sídliště. 

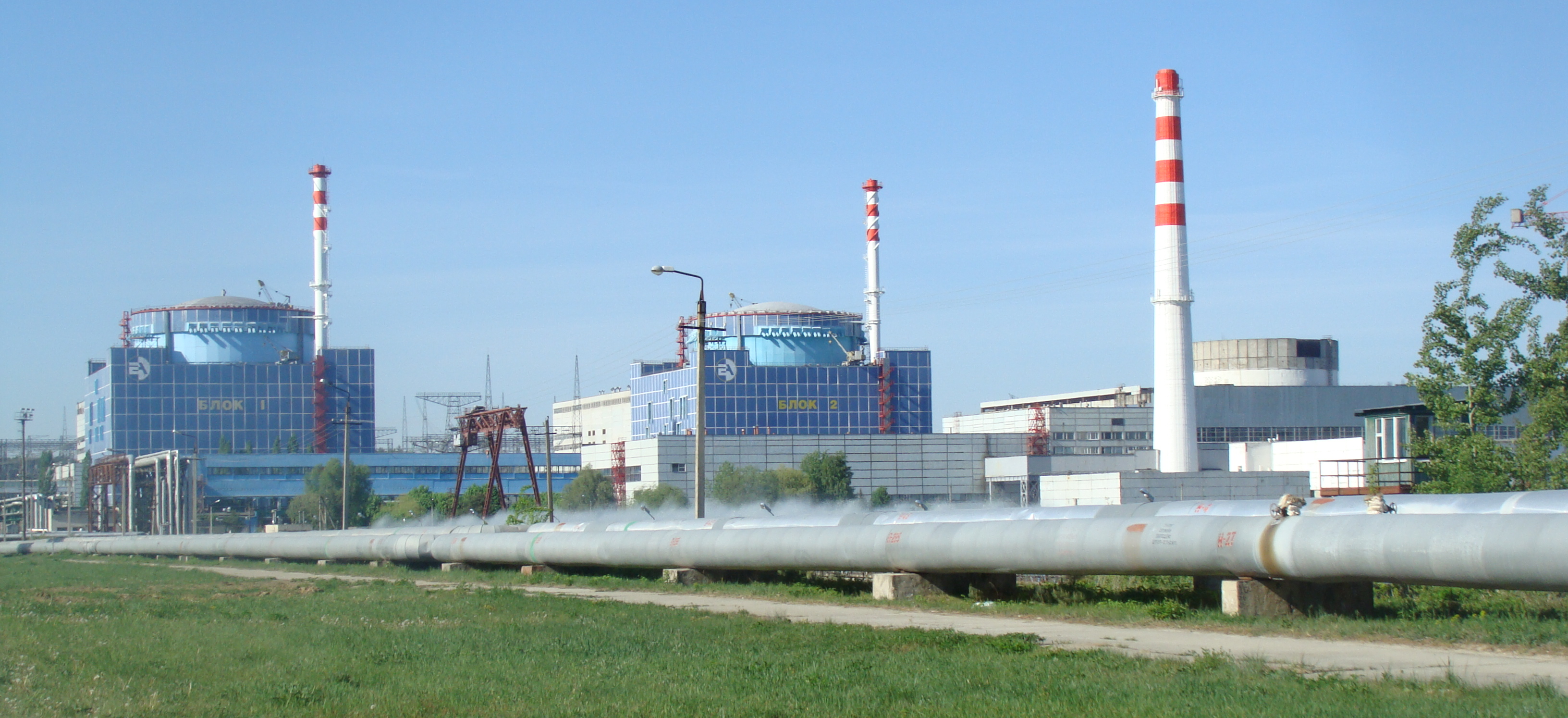
Chmelnycká jaderná elektrárna

Po rozpadu Sovětského svazu v roce 1991 začala Ukrajina svoji transformaci k tržní ekonomice. Transformace se však celkově nepovedla, došlo k rozsáhlému rozkrádání státního majetku, tunelování a ve výsledku se ukrajinská ekonomika od roku 1990 do roku 1999 propadla o polovinu. V roce 1999 se propad podařilo zastavit a nastalo období hospodářského růstu, které kulminovalo v roce 2007 vzestupem hrubého domácího produktu (HDP) o 12,4 %. V roce 2008 ale Ukrajina byla znovu těžce zasažena světovou ekonomickou krizí, v důsledku čehož se její málo diverzifikovaná ekonomika propadla o více než 15 %. V roce 2012 činil růst HDP pouze 0,2 %, v roce 2013 jen 0,36 %. Čínská tisková agentura Xinhua publikovala odhad provedený Mezinárodním měnovým fondem (MMF) na konci roku 2013, přičemž MMF předpověděl růst ukrajinského HDP v roce 2014 o 1 %. Vzhledem k nestabilní politické situaci a odtržení Krymu v březnu 2014 a k vzniku separatistického hnutí na východě Ukrajiny se tohoto cíle nepodařilo dosáhnout a celkový HDP naopak klesl.
Hrubý domácí produkt na jednoho obyvatele Ukrajiny se v roce 2012 pohyboval kolem 3800 USD, což ze země činilo druhou nejchudší zemi Evropy (po Moldavsku), jak nominálně tak i v přepočtu na paritu kupní síly. Minimální mzda byla v roce 2021 6000 ukrajinských hřiven. Průměrná mzda dělníků a zaměstnanců v roce 2021 byla vykázána v přepočtené výši 455 eur.

## Současnost
Ukrajina má mnoho možností, které mohou nastartovat rychlý ekonomický růst země. Má obrovské zásoby uhlí, dřeva (to však bohužel opět vede k zhoršování ekologické situace) a jiných surovin, stejně tak úžasné množství úrodné černozemě, která je extrémně vhodná pro zemědělství. Pobřeží Černého moře, panenská příroda Zakarpatské Ukrajiny či památky v Kyjevě a jiných městech lákají nemalý počet turistů a pokud by země zlepšila svoji infrastrukturu a ubytovací zařízení, mohl by tento počet několikanásobně vzrůst. Další výhodou je velké množství levné pracovní síly, která by mohla mimo jiné přilákat západní firmy, aby zde vyráběly. Určitou nevýhodou pro ekonomický růst je velikost země - malé země mají obvykle pružnější ekonomiku, než velké.
Kvůli špatné ekonomické situaci (podporované ruskou vojenskou intervencí od roku 2014) a vzniklému nedostatku pracovních příležitostí za dobrou mzdu opouštějí zemi její obyvatelé, aby pracovali nebo se trvale usadili v Rusku, v Evropské unii – zejména ve Španělsku, v Itálii, v Polsku, v Německu – a také ve Spojeném království, v Kanadě a ve Spojených státech. Ukrajinci jsou jako pracovní síly početně zastoupeni v České republice a na Slovensku.

## Pracovní právo

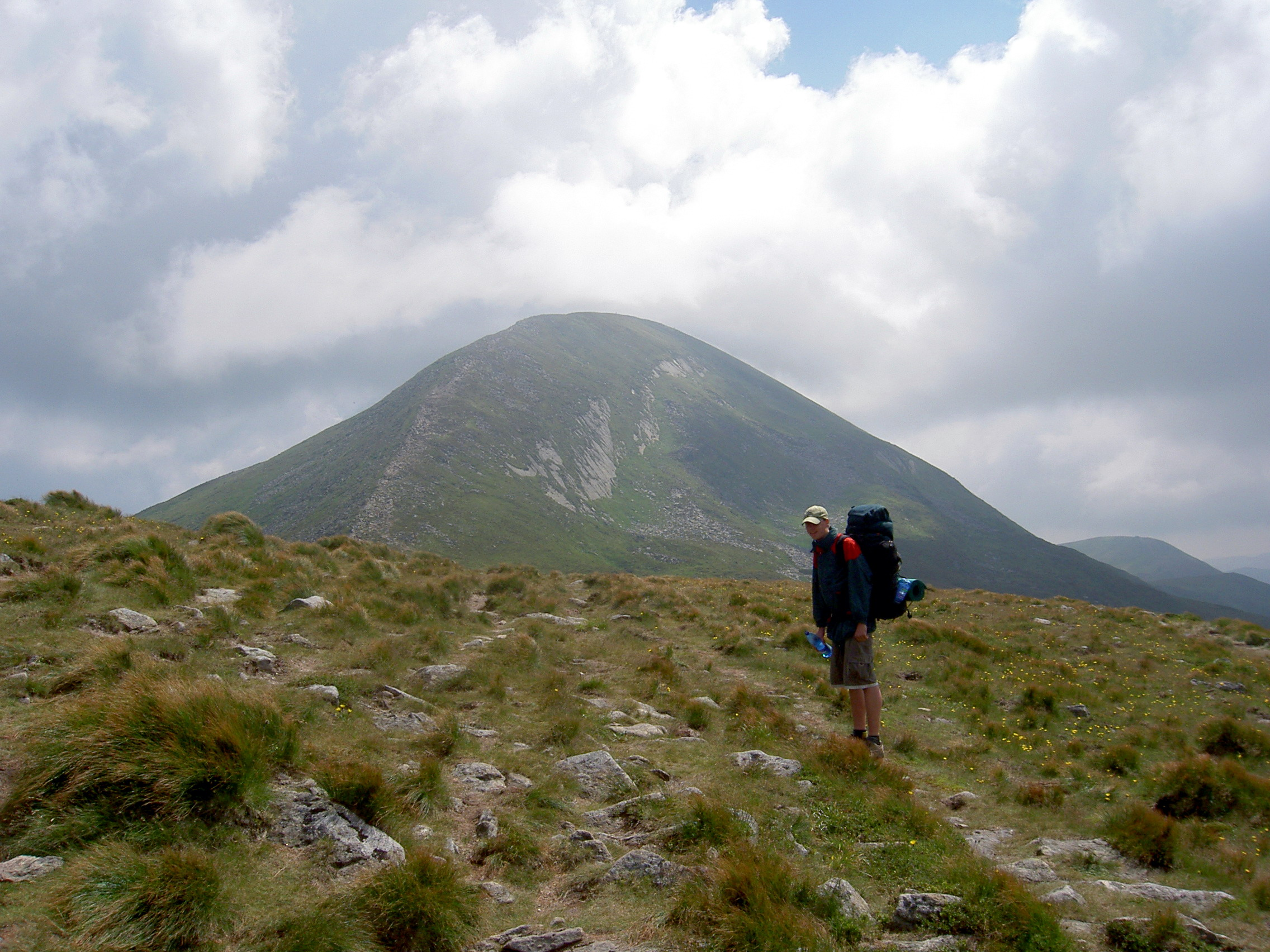
Turista vystupující na Hoverlu

Pracovní smlouva musí být uzavřena vždy písemně, a to buď na dobu určitou, nebo neurčitou. Pracovní poměr na dobu
určitou lze však uzavřít jen v některých případech.
Pracovní smlouva může být rozvázána buď dohodou obou zúčastněných stran, nebo pouze na žádost jedné z nich.
Výpovědní lhůta při smlouvě na dobu neurčitou činí ze strany zaměstnavatele dva měsíce, ze strany zaměstnance je to 14 dní.
Od roku 2016 činí výpovědní doba 2 měsíce, jak ze strany zaměstnance, tak ze strany zaměstnavatele.
- Maximální délka pracovní doby

Pracovní doba na Ukrajině činí 40 hodin týdně. Dle zákona je práce přesčas možná v maximální výši 120 hodin/rok, a je zde stanoven 100% příplatek za práci přesčas.
- Minimální délka dovolené za pracovní rok

Dovolená na zotavenou je ustanovena na 24 dní/rok. Dovolená lze převádět do dalšího roku. Není nutné ji vybrat v jednom kalendářním roce.
- Státní svátky

Za rok mají celkem 8 státních svátků. Hlavní je Den nezávislosti (na SSSR) 24. srpna od roku 1991.
- Minimální mzda

Minimální mzda za 1. čtvrtletí 2013 činila 109,3 EUR.
Minimální mzda byla v roce 2019 4723 UAH a v roce 2021 již 6000 UAH.  Od roku 2019 je minimální mzda vyšší než v sousedním Rusku (nejprve o 200 UAH v roce 2019, pak již o 800 UAH).
- Ochrana zdraví při práci

Zaměstnavatel musí přijmout opatření, aby zajistil bezpečnost svých pracovníků.
Od roku 2016 se standardy nastavují na standardy EU.